# Delhi (Iowa)
Pour les articles homonymes, voir Delhi (homonymie).
Delhi est une ville du comté de Delaware, en Iowa, aux États-Unis. Elle est incorporée le 26 avril 1909.

## Source de la traduction
- (en) Cet article est partiellement ou en totalité issu de l’article de Wikipédia en anglais intitulé « Delhi, Iowa » (voir la liste des auteurs).